# Vlada Avramov
Vlada Avramov (Novi Sad, 5. travnja 1979.) je srbijanski nogometni vratar. 
Od 2006. do 2011. godine je igrao za Fiorentinu. 
Poziv za reprezentaciju je dobio 2. rujna 2006. godine za utakmicu protiv Azerbejdžana.